# Odoo
Odoo (бывшая Tiny ERP, OpenERP) — ERP- и CRM-система, разрабатываемая бельгийской компанией Odoo S. A. Распространяется по лицензии LGPL.
Система создана Фабианом Пинкарсом (Fabien Pinckaers) в 2000 году под наименованием Tiny ERP, с 2002 года начала внедряться в небольших бельгийских компаниях, в основном, работающих в сфере услуг и дистрибуции. Вплоть до конца 2004 года Пинкарс совмещал в одном лице и разработчика, и менеджера, и внедренца компании Tiny, с сентября 2004 года к работам над системой были привлечены и другие сотрудники.
В 2006 году открыт ресурс TinyForge, к разработке подключены сторонние независимые разработчики. В июне 2007 в версии 4.1.1 появился веб-клиент, обеспечивающий доступ ко всем возможностям системы через веб-браузер. В июле 2008 года платформой для организации работы сообщества OpenERP становится Launchpad, а сама система становится более открытой для переводчиков и разработчиков. Также в 2008 году пишется первая версия книги OpenERP, заменяющая документацию системы. В 2008 году появился форк системы — Tryton, развивающийся самостоятельно. С 2009 года OpenERP представлена в составе пакетов дистрибутивов Ubuntu и Debian.
В мае 2014 года система переименована в Odoo.
По состоянию на 2014 год в фирме OpenERP работает 240 сотрудников, 6 офисов (в Бельгии, Люксембурге, Индии, Гонконге, два офиса в США — в Сан-Франциско и Нью-Йорке), зарегистрировано более 1500 участников в сообществе независимых разработчиков, программное обеспечение загружается 1000 раз в день, и существует более 4000 программных модулей, разработанных независимыми разработчиками (англ. community-developed), более чем в 120 странах существуют около 800 компании-партнёров, занимающиеся распространением и внедрением системы.
Система написана на языке программирования Python, клиент-серверное взаимодействие реализовано посредством протокола XML-RPC. В качестве системы управления базами данных для серверной части используется PostgreSQL.
Среди реализованных модулей системы — бухгалтерский учёт, CRM, управление персоналом, производство, продажи, закупки, управление складом, управление проектами, управление транспортом, управление претензиями, POS, есть модуль интеграции с социальными сетями.
История версий
 Старая версия
 Версия с долгосрочной поддержкой (Long Term Stable) версия, всё ещё поддерживается
 Последняя версия
 Будущая версия
| Имя      | Версия | Дата релиза      | Изменения | Лицензия    |
| -------- | ------ | ---------------- | --- | ----------- |
| Tiny ERP | 1.0    | Февраль 2005     | Первый релиз | GPL         |
| Tiny ERP | 2.0    | Май 2005         | | GPL         |
| Tiny ERP | 3.0    | Сентябрь 2005    | | GPL         |
| Tiny ERP | 4.0    | Декабрь 2006     | | GPL         |
| OpenERP  | 5.0    | Апрель 2009      | | GPL         |
| OpenERP  | 6.0    | Январь 2011      | Веб-клиент | AGPLv3      |
| OpenERP  | 6.1    | Февраль 2012     | Ajax-веб-клиент, прекращена разработка GTK-клиента | AGPLv3      |
| OpenERP  | 7.0    | 22 декабря 2012  | Улучшения в веб-клиенте и удобстве использования | AGPLv3      |
| Odoo     | 8.0    | 18 сентября 2014 | Изменения в «Складе» и «Учёте», поддержка для CMS: конструктор веб-страниц, электронная коммерция, точка продаж (POS)                                                                                      | AGPLv3      |
| Odoo     | 9.0    | 1 октября 2015   | Релиз Odoo Community отделён от коммерческой версии, изменения в модуле «Счета» | LGPLv3      |
| Odoo     | 10.0   | Октябрь 2016     | Изменения в модуле «Производство» | LGPLv3      |
| Odoo     | 11.0   | 4 октября 2017   | Переработана студия, поддержка сервисов, построение отчетов | GNU LGPL v3 |
| Odoo     | 12.0   | 3 октября 2018   | По данным сайта Odoo — управление документами, IoT, возможность управлять несколькими веб-сайтами. | GNU LGPL v3 |
| Odoo     | 13.0   | 2 октября 2019   | Обновления для приложений Accounting, Activities, CRM, eCommerce, Documents, Point of Sale и др. Релиз новых приложений: Field Service Management, Amazon Connector, Time Off, Employees, Referral, Rental | GNU LGPL v3 |
| Odoo     | 14.0   | Октябрь 2020     | | GNU LGPL v3 |
| Odoo     | 15.0   | Октябрь 2021     | | GNU LGPL v3 |